# 佐藤陽三
佐藤 陽三（さとう ようぞう、1932年（昭和7年）3月12日 - ）は、日本の教育学者。合唱指揮者。愛媛大学名誉教授。
全日本合唱連盟名誉会長。国際合唱連合顧問。四国二期会顧問。愛媛県文化協会名誉会長。東京芸術大学音楽学部卒業。愛媛県松山市出身。

## 経歴
愛媛県松山市出身。東京芸術大学音楽学部卒業。大学卒業後は愛媛大学教育学部で講師となり、合唱の指導者として全国的に評さた。愛媛大学では助教授・教授を経て、退官後に名誉教授に就任。
またこれまでに四国二期会顧問・全日本合唱連盟名誉会長・国際合唱連合顧問・愛媛県文化協会名誉会長などを歴任。
2017年（平成29年）4月に瑞宝中綬章を受章した。